# Списък на крайните точки на Русия
Това е списък на крайните точки и екстремни височини в Русия.
Най-северната и най-източната точки на Русия съвпадат с тези на Евразия (това важи както за континенталната част, така и за островите)
Най-крайните точки на Съветския съюз са идентични, с изключение на най-южната точка на СССР, която е Кушка в Туркменистан и най-високата точка връх „Комунизъм“, днес връх Исмаил Самани в Таджикистан, който се издига на височина 7495 m.
Останалите крайни точки са същите като крайните точки на Съветския съюз.

## Крайни координати
Включващи острови и ексклави
- Най-северна точка – Флигели, Земя на Франц Йосиф, Архангелска област(81°50′35″ с. ш. 59°14′22″ и. д. / 81.843056° с. ш. 59.239444° и. д.)[1]
- Най-южна точка— близо до връх Базардюзю, Дагестан (41°13′14″ с. ш. 47°51′28″ и. д. / 41.220556° с. ш. 47.857778° и. д.)[2]
- Най-западна точка – Нармелн[3], Балтийска коса, Калининградска област (54°27′29.4″ с. ш. 19°38′21″ и. д. / 54.458167° с. ш. 19.639167° и. д.)[4]
- Най-източна точка1 – Голям диомидов остров, Чукотски автономен окръг (65°47′ с. ш. 169°01′ з. д. / 65.783333° с. ш. 169.016667° з. д.)[5]

Само континенталната част
- Най-северна точка – нос нос Челюскин, Красноярски край (77°43'N)
- Най-южна точка – близо до връх Базардюзю, Дагестан (41°12'N)
- Най-западна точка – близо до Лаври, Псковска област (27°19'E)
- Най-източна точка1 – нос Дежньов (Източен нос), Чукотски автономен окръг (169°40'W)

Малки и големи градове
- Най-северен град – Певек, Чукотски автономен окръг (69°42′N)
- Най-южен град – Дербент, Дагестан (42°04′N)
- Най-западен град – Балтийск, Калининградска област (19°55′E)
- Най-източен град – Анадир, Чукотски автономен окръг (177°30′E)

Постоянни населени места
- Най-северно населено място – Диксон (73°30′N)
- Най-южно населено място – Куруш, Дагестан (41°16′N)
- Най-западно населено място – Балтийск, Калининградска област (19°55′E)
- Най-източно населено място1 – Уелен, Чукотски автономен окръг (169°48′W)

1според пътя на Линията на смяна на датата.

## Височини и падини
- Най-ниска точка: Каспийско море ниво: −28 m
- Най-висока точка: западното било на планината Елбрус: 5642 m
- Най-висока точка в Азия: Ключевская Сопка: 4750 m